# Салім Айяш
Салім Айяш (араб. سليم جميل عيّاش; 10 листопада, 1963, Харуф, Ліван — 10 листопада 2024, Ель-Кусейр, Сирія) — ліванський терорист, бойовик Хезболли, який у 2011 році разом з 3 іншими бойовиками проходив обвинуваченим у справі вбивства прем'єр-міністра Лівану Рафіка Харірі.

## Біографія
Оскільки Хезболла видавати його відмовилася, процес йшов заочно. Йому поставили звинувачення за 5 пунктами:
- Змова з метою вчинення теракту
- Теракт із застосуванням вибухівки
- Умисне вбивство Рафіка Харірі із застосуванням вибухівки
- Навмисне вбивство 21 іншого ліванця із застосуванням вибухівки
- Спроба вбивства 231 іншого ліванця із застосуванням вибухівки.

18 серпня 2020 року був визнаний спецтрибуналом по Лівану винним за всіма 5 пунктами; трибунал встановив факт навмисного й підготовленого вбивства Харірі, але встановлено, що до цього причетна Хезболла чи сирійський режим; з 3 інших обвинувачених бойовиків звинувачення зняли у зв'язку з відсутністю доказів.
11 грудня 2020 року був засуджений спецтрибуналом Лівану до довічного ув'язнення.
За інформацією каналу аль-Арабія був убитий ізраїльським авіаударом 10 листопада 2024 в околицях сирійського міста Ель-Кусейр.